# Jean Brun (philosophe)
Pour les articles homonymes, voir Brun et Jean Brun.
Jean Brun est un philosophe français, né le 13 mars 1919 à Agen, il décède le 17 mars 1994 à Fontaine-lès-Dijon. Agrégé de philosophie en 1946 il a soutenu ses deux thèses de doctorat en 1961. Il a été le directeur du département philosophie de l’Université Bourgogne Europe à Dijon de 1961 à 1986.Curieux et éclectique, il est l'auteur de nombreux ouvrages, articles et conférences où il aborde la philosophie antique, l'histoire de la philosophie, les philosophes tels Blaise Pascal, Kieerkegaard... mais aussi l'art et la musique.

## Biographie
- Si vous ne connaissez pas le sujet, laissez ce bandeau (vous pouvez alors contacter les auteurs).
- Si vous supprimez le contenu mis en cause (vous pouvez préalablement contacter les auteurs),

argumentez précisément cette suppression dans la page de discussion
(un manque de référence n'est pas un argument ; une recherche réelle de référence doit avoir été effectuée, être formellement documentée).

### Origines et scolarité (1919-1946)
En 1924, la famille de Jean Brun quitte Agen pour Toulouse où le futur philosophe a suivi toute sa scolarité primaire et secondaire. En classe terminale, au Lycée de garçons de Toulouse (aujourd'hui Lycée Fermat), il a été l’élève de Georges Canguilhem. Cette rencontre a déterminé l’orientation universitaire et philosophique de Jean Brun. Bien qu'ils aient des approches différentes de la philosophie, ils sont restés en relation et ont conservés toute leur vie une estime mutuelle.
En 1937, Jean Brun quitte Toulouse pour Paris et commence ses études  en hypokhâgne  et khâgne au Lycée Louis le Grand  afin de préparer le concours de l’École Normale Supérieure, ainsi qu'une Licence de lettres à la Sorbonne sur Charles Baudelaire. Mais, le 27 novembre 1939, suite à la déclaration de guerre de la France à l'Allemagne le 3 septembre 1939, Jean Brun sera mobilisé.

### La mobilisation 1939 - 1942
Alors qu’il était initialement confiant dans le dispositif militaire de l’armée française, Jean Brun, rattrapé par la réalité, doute.
Au mois de mai 1940, afin de compléter sa formation militaire, Jean Brun est affecté à l’école de sous-officiers de Saint-Maixent. Le 15 juin 1940, l’école est appelée en renfort pour soutenir les combats sur La Loire autour de Saumur. Loin de la poésie, de la philosophie et des loisirs pyrénéens, Jean Brun participe à « La Bataille de Saumur » comme 2 500 autres jeunes gens envoyés au front. Parmi eux des hommes devenus célèbres comme le journaliste Georges de Caunes, les écrivains Maurice Druon, Jean Ferniot, Stéphane Hessel et le compositeur et organiste Jehan Alain . Équipés d’armes anciennes et de faibles réserves en munitions, ils doivent affronter une armée ennemie forte de 40 000 hommes. Le retrait des positions défensives est ordonné le 21 juin, la plupart des combattants, dont Jean Brun, sont faits prisonniers par l’armée allemande.
Le 4 juillet 1940, le général allemand von der Vornach libère le régiment de Jean Brun qui, sous 48 heures et sans escorte, doit marcher jusqu’à Loches (Indre-et-Loire, environ 100 km) point de passage officiel pour franchir la ligne de démarcation. De là, ils doivent rejoindre, à pied, la caserne de Montauban (environ 500 km).
Jean Brun libéré par les Allemands n’est pas pour autant délivré de ses obligations militaires françaises car il est intégré à « l’armée de l’armistice ». Depuis la caserne de Montauban il est envoyé en mission dans différentes affectations, en particulier, au camp du Vernet d’Ariège, où sont détenus des républicains espagnols. Il entend les récits de ces fugitifs qui pour fuir le régime franquiste, parfois chaussés de simples espadrilles, ont dû franchir la chaine des Pyrénées enneigées. Démobilisé le 19 septembre 1942, trois semaines plus tard, Jean Brun intègre son premier poste d’enseignant le 12 octobre 1942.

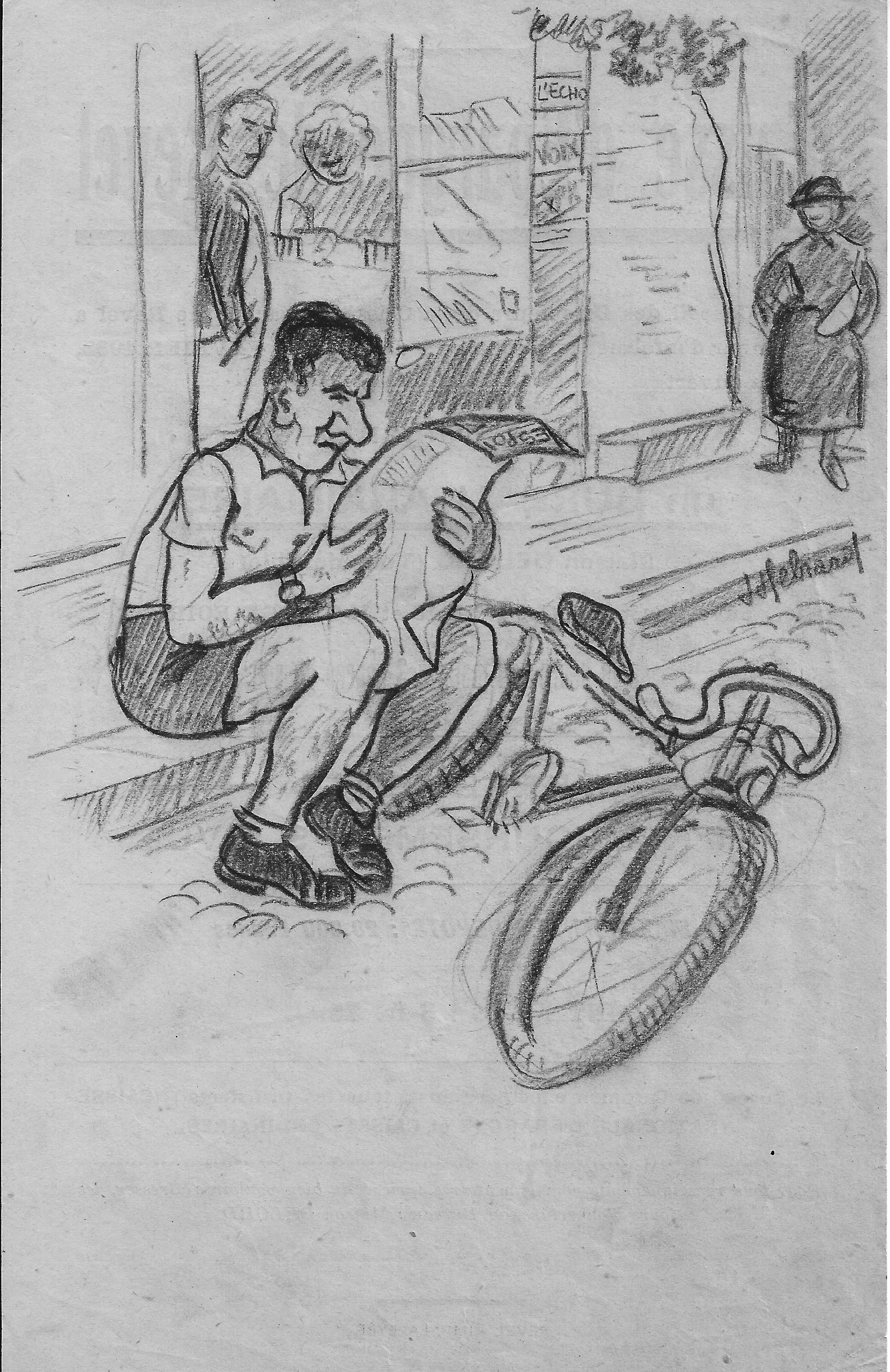
Jean Brun à Revel mai 1945, dessiné par l'un de ses élèves

### Les années d'enseignement
De 1942 à 1946, il est professeur de français à Revel (Haute Garonne) tout en préparant son agrégation de philosophie à la Faculté de Toulouse – où il va tous les jeudi - pour suivre les cours de Georges Bastide.
Après avoir obtenu son agrégation en 1946, il est nommé professeur de philosophie au Lycée de Nîmes où il restera jusqu’en 1948. Puis il enseignera une année à Bordeaux. En 1949, Jean Brun part enseigner à l’Institut Français de Londres jusqu’en 1955.
Il reviendra en France pour être professeur en hypokhâgne et khâgne au prestigieux lycée Lakanal à Sceaux.
Membre de l’Académie des sciences, arts et belles lettres de Dijon  il al a été professeur associé de la Faculté libre de théologie réformée d’Aix-en-Provence, Jean Calvin, dès sa création en 1974.
L'Académie française lui décerne le prix Montyon en 1974, le prix Maujean en 1989 et le prix Biguet en 1993.

## Philosophie de Jean Brun
(juin 2025).

### Apologiste chrétien

#### Jean Brun: contre l'homme moderne
Comme Pascal, Jean Brun « dénonce tout ce à quoi tiennent les hommes ». Quant à Pascal, dit-il, « la postérité n'a pas pu le lui pardonner et s'est débarrassé de lui en en faisant un savant qui aurait malheureusement sombré dans un puritanisme maladif ».
Pour Jean Brun, rien de bien étonnant à cela car il constate l'autosuffisance de « l'homme des temps modernes [qui] a accordé une si grande confiance à la raison et au progrès qu'il fait du moindre constat pessimiste un crime contre l'humanité ».
Malgré tout, au fil de ses essais philosophiques, Jean Brun s'attache à la dénonciation de tout ce qui oppose le modernisme à sa pensée chrétienne et pascalienne[source secondaire souhaitée].
C'est ainsi qu'en 1969, il déplore « le cortège de Dionysos » (le mouvement général du monde moderne) qui traîne à l'époque actuelle[Laquelle ?][pas clair] « l'érotisme forcené, la révolution sans doctrine, les érostratismes nihilistes, les stupéfiants chimiques et intellectuels, les formalisations conceptuelles, la désintégration et le psychédélisme, le règne des mass media, le ludisme intégral, la cruauté et la violence. »
Toujours dans le même ouvrage Le Retour de Dionysos (p. 209), le philosophe stigmatise le mode de vie qui fait de nous[Qui ?] des omnivores nous nourrissant « des valeurs, des idées, des vedettes, des néologismes, du temps, de l'espace, des slogans, des idoles, des modes, des partenaires, des jargons, des best-sellers, des indignations, des révoltes et des révolutions, des marques, des images, des êtres et des ismes de toute nature ».
En 1976, dans Les Vagabonds de l'Occident, Jean Brun s'en prend aux intellectuels qui « s'offrent à toutes les javas idéologiques » au cours desquelles ils « utilisent les mots comme hallucinogènes ». Nous[Qui ?] avons eu : le jargon existentialiste, heideggerien, phénoménologique (et l'apport de la psychanalyse), teilhardien (un temps), structuralo-linguistique, freudo-marxiste, psychanalitico-linguistique, marxo-heideggerien, sartro-freudien[Interprétation personnelle ?]...
"Jamais on n'avait assisté à une telle prolifération de patois et d'équipes de Trissotin."
Il n'oublie pas de faire figurer dans sa liste de dénonciations, de façon humoristique (à la page 210) : « l'insonorisation, la climatisation, la planification, l'urbanisme rationnel, les centres d'achats, les centres sportifs, les centres universitaires, les centres hospitaliers, les centres de loisirs, les centres culturels, tout cela contribue à faire de l'homme un être de plus en plus excentré et de plus en plus excentrique ».
En 1981, dans Les Masques du désir, c'est au tour des « maîtres à penser » et de leurs nouveaux « habits d'Arlequin taillés dans des tissus fabriqués par : la dialectique, l'avènement du Surhomme ou d'un mutant, le matérialisme historique, la psychanalyse, l'anarchie, le rock 'n' roll, le reichisme, la marginalité, le sexe, la violence, le zen, le maoïsme, l'homosexualité, le tantrisme, la marijuana, la bande dessinée, le karaté, le psychédélisme, les graffiti, la révolution, l'existentialisme, le LSD, le marquis de Sade, la liberté, Marcuse, le pop, la dénonciation de l'orthographe, la fête, l'écologie, le yoga, la sécularisation, les réformes universitaires, le nouveau roman, l'auto-gestion, la pornographie, la liberté d'expression, les communautés, l'antipsychiatrie, la contre-culture, les méthodes actives et la guérilla urbaine ».
« De ce défilé de marques et de sous-marques, au-dessus desquelles s'étale la devise "Ras le bol", émergent des idoles et des gurus appartenant aussi bien au cinéma, à la philosophie, à la pègre, qu'au sport, aux mass media, à la chanson ou à la politique » (idem).

#### Jean Brun: l'apologie de la religion chrétienne

##### Mystique du silence
Ce que les philosophes de profession ne voudront jamais admettre, c'est que leur discipline, selon Jean Brun, mène à une impasse. Encore faudrait-il qu'ils se taisent "pour écouter ce que ne disent pas les mots que nous utilisons". Au lieu de cela, tout ce que fait la philosophie est de nous faire prendre « pour autant de routes royales » ses impasses. Au moins, pour que cela serve à quelque chose, qu'elle nous conduise au fond de celles-ci "afin que nous soyons en mesure d'écouter, ab imo, la Voix qui nous a trouvés et que nous attendions en vain."
" Et l'homme parle. (...) Le langage est l'harmonique de ce que nous ne pouvons pas dire mais qui sourd en nous du Commencement et de la Fin des Temps"
Cette définition négative de la philosophie est comme « toutes nos expériences en négatif », elles "témoignent d'un manque révélateur". Et "les mensonges" que la philosophie transmet "impliquent une idée de la Vérité à laquelle ceux-ci tournent le dos."
Parce que la limite du philosophe réside dans le fait qu'il n'est capable « de dévoiler que ce qui se trouve déjà en lui, ou que ce qu'il écrit lui-même, l'homme attend la Révélation ».
"Alors surgit l'Espérance", "l'Espérance révélée [qui] peut (seule) nous donner l'esprit critique en nous faisant saisir que les libérations organisés ne sont que de dérisoires et tyranniques ratés de la Délivrance."
Des idées analogues se retrouveraient chez Georges Bataille. Bataille qui aurait "vu dans le projet philosophique le produit d'une tragédie, celle qui nous voue à des limites que nous ne pouvons supporter, ainsi que le résultat d'une tentative pour esquiver le silence.", "Bataille apparaît bien comme exemplaire du penseur soucieux d'en finir avec ce qui lui paraît l'instrument d'un mensonge permanent.".
"par ses insuffisances, par son échec surtout (la philosophie) rend urgente l'expérience que Bataille entreprend."

##### Destin de la vérité
Dans la pensée chrétienne de Jean Brun, la Vérité est révélée en ce sens qu'elle nous apparaît comme une Visitation. Cela ramène à "tout ce qu'il est possible au philosophe de dire, c'est que, (...) à partir du moment où l'homme prétend détenir la pouvoir d'instaurer la Vérité par le savoir ou l'histoire, il est tôt ou tard condamné ou bien à annoncer la mort de cette vérité considérée comme une simple illusion intellectuelle, ou bien à devenir l'esclave, servile ou révolté, d'une vérité qui le broie pour assurer le fonctionnement d'un système."
Puisque Jean Brun croit comme Emmanuel Levinas que la Vérité ne peut être découverte mais révélée, il nous invite à « juger nos vérités, qui sont du monde et qui font le monde (...), au nom de la Vérité qui les dépasse et qu'elles ne disent pas. »

##### Devenir et révélation
Se souvenant du constat de Rimbaud, que la "vraie vie est absente" du monde, Jean Brun rappelle que "le Christianisme est venu apporter le Message de la rupture avec le monde". Plus précisément, le Christianisme qui n'est pas une philosophie "est la Révélation ayant apporté au monde l'ouverture que ce dernier ne pouvait pratiquer sur lui-même"
Mais le monde qualifie de « rétrogrades pessimistes » une telle « pensée de la rupture, (...) [dans laquelle] il ne voit que spéculations insensées et vides n'engendrant que des chimères. D'où sa haine pour tous les Au-delà ».
Pourtant, en désespoir de cause, nous tentons de réenchanter le monde. Mais le monde peut "donner ou décevoir des espoirs, il ne peut (...) faire naître l'Espérance."

##### Libérations et délivrance
L'homme n'a cessé de travailler à  se libérer dit Jean Brun[réf. souhaitée] mais pourtant de la libération à la Délivrance se retrouve la même distance infinie que celle qui sépare l'espoir de l'Espérance". Mais un tel Message est récusé par le monde qui persiste à croire que l'être à sauver va découvrir en lui-même de quoi se transformer en sauveur. La Rédemption est arrachement précisément à la continuité de laquelle le monde reste prisonnier. Et Jean Brun de déplorer que le monde chérit cette continuité parce qu'il y retrouve son propre visage.

##### Vérité et christianisme
Pour ce qui est des théologies de la chrétienté, Jean Brun ne manque pas de nous redire l'amalgame contre nature des philosophies païennes avec le Message du christianisme dont la chrétienté s'éloigne en écoutant de plus en plus le monde qui s'en détourne.
Donnant "aux chrétiens la mauvaise conscience et la crainte (...) de ne pas être au goût du jour et de se laisser dépasser par le monde", "la théologie, qui s'initie et s'associe aux sciences humaines, se met finalement à leur service (...) proclamant son ardent souci de s'ouvrir au monde. Mais ce monde (...) la réduit à une simple chambre d'échos ou d'enregistrement. (...) Le monde affirme finalement qu'il est seul capable d'apporter au christianisme une lumière que celui-ci ne portait que confusément en lui-même.",.
"Systématiser, conceptualiser, historiciser, phénoménologiser, sociologiser ou dialectiser le christianisme revient à le changer d'abord en son contraire pour se demander ensuite ce qu'il est."
Avec le même esprit caustique employé contre les philosophes, Jean Brun dit de la théologie qu'elle "se préoccupa, à son tour, d'adopter immédiatement les jargons successifs des philosophes à la mode et fit siens tous les néologismes. Il fut de bon ton de (...) parler de nouveaux patois; comme tous les thuriféraires de la culture de masse, de nombreux théologiens utilisèrent des galimatias accessibles seulement à des initiés."

###### Témoignage à la vérité
Jean Brun remarque le fait regrettable que « la plupart des théologiens préfèrent (...) devenir les courtisans de tous les philosophes qui répètent à l'homme : Toi seul es le vrai Dieu ».
À l'opposé de cette attitude servile, la Vérité chrétienne implique que le "chrétien doit s'efforcer d'être le témoin. Jadis le martyr était celui qui, pensant qu'il est des vérités pour lesquelles il vaut de vivre ou de mourir, offrait sa mort en holocauste..."
En 1988, dans L'Europe philosophe, il cite l'exemple de Martin Luther, qui vit très bien à quoi le chrétien authentique devait s'en tenir :
Luther ne se contenta pas de mettre l'accent sur la foi; contre tous les optimismes il se présente comme un prophète de l'Apocalypse, il est certain que la fin des temps a commencé, que nous sommes plongés dans le combat décisif que se livrent Dieu et Satan. Luther réintroduit une idée que l'on avait eu tendance à oublier en rappelant que Satan est le « prince de ce monde », le Mal n'est pas seulement l'absence du Bien, il est une réalité, il y a une présence du Mal. Luther met donc l'accent sur la positivité de la faute et du péché, sur la puissance effective du Malin qui s'attaque à chacun de nous, surtout s'il décèle en quelqu'un un chrétien. Nous sommes aux antipodes de ces perspectives [...] selon lesquelles [...] nous devons faire nôtre une joie d'être dans le temps et goûter les choses nouvelles qu'il met sans cesse sous nos yeux. Pour Luther l'existence libre, spontanée et joyeuse n'est pas celle qui se met au service du monde mais celle "qui se voue gratuitement au service du prochain.
Comme remède à un christianisme défiguré, Jean Brun finit par nous rassurer sur le fait qu' « il n'existe de caricatures que par rapport à un original, le négatif ne nie pas le positif : il l'implique; C'est pourquoi la Promesse du Royaume se moque des promesses de la Cité. »

## Publications
- Les Stoïciens, Textes choisis par J. Brun. Paris, Presses universitaires de France, 1957.
- Le Stoïcisme, Paris, Presses universitaires de France, 1958, coll. « Que sais-je ? » # 770. 9e éd. revue et corr., 1985.
- L'Épicurisme, Paris, Presses universitaires de France, 1959, coll. « Que sais-je ? » # 810. 9e éd. corr., 1991.
- Platon et l'Académie, Paris, Presses universitaires de France, 1960, coll. « Que sais-je ? » # 880. 11e éd. corr., 1994.
- Socrate, Paris, Presses universitaires de France, 1960, coll. « Que sais-je ? » # 899. 11e éd. corr., 1995.
- Aristote et le Lycée, Paris, Presses universitaires de France, 1961, coll. « Que sais-je ? » # 928. 7e éd. corr., 1992.
- Épicure et les Épicuriens, Textes choisis par J. Brun. Paris, Presses universitaires de France, 1961. 6e éd. mise à jour, 1981.
- Les Conquêtes de l'homme et la séparation ontologique, Paris, Presses universitaires de France, 1961, coll. « Bibliothèque de philosophie contemporaine ».
- La Main et l'Esprit, Paris, Presses universitaires de France, 1963. coll. « Bibliothèque de philosophie contemporaine ». Édition revue et augm. Cergy-Pontoise, Sator ; Genève, Labor et Fides, 1986.
- Héraclite ou le Philosophe de l'éternel retour, Paris, Seghers, 1965, coll. « Philosophes de tous les temps » #17.
- Empédocle ou le Philosophe de l'amour et de la haine, Paris, Seghers, 1966, coll. « Philosophes de tous les temps » # 27.
- La Main, Paris, R. Delpire, 1967.
- Les Présocratiques, Paris, Presses universitaires de France, 1968, coll. « Que sais-je ? » # 1319. 5e éd. corr., 1993.
- Le Retour de Dionysos, Tournai, Desclée de Brouwer, 1969. Réédité chez Les Bergers et les Mages en 1976.
- La Nudité humaine, Paris, Fayard, 1973. Nouv. éd. revue et augm. publiée aux Éditions du Beffroi en 1987.
- Les Vagabonds de l'Occident : l'expérience du voyage et la prison du moi, Paris, Desclée de Brouwer, 1976.
- Les Rivages du monde : Des vérités muettes à la vérité qui parle, Paris, Desclée de Brouwer, 1979
- A la recherche du Paradis perdu, Lausanne, Presses bibliques universitaires, 1979
- Les Masques du désir, Paris, Buchet-Chastel, 1981.
- Les idéologies de la parole (avec Gabriel-Philippe Widmer et Jacques Ellul), Lausanne, Presses Bibliques universitaires, 1981.
- L'Homme et le Langage, Paris, Presses universitaires de France, 1985.
- Le Néoplatonisme, Paris, Presses universitaires de France, 1988. coll. « Que sais-je ? » # 2381.
- Philosophie et Christianisme, Québec, Éditions du Beffroi ; Lausanne, L'Âge d'Homme, 1988.
- L'Europe philosophe : 25 siècles de pensée occidentale, Paris, Stock, 1988 ; Réédition en 1991.
- Philosophie de l'histoire: les promesses du temps, Paris, Stock, 1990.
- La Philosophie de Pascal, Paris, Presses universitaires de France, 1992, coll. « Que sais-je ? » # 2711. 2e éd. corr., 1995.
- Le Rêve et la Machine : technique et existence, Paris, La Table ronde, 1992.
- Vérité et Christianisme, préface du cardinal Paul Poupard, Troyes, Librairie bleue, 1995.
- Essence et Histoire de la musique, Genève, Ad Solem, 1999.
- Le Mal, suivi de Sombres Lumières, Artège, 2013.
- Yves Bonnefoy, Correspondances, Tome 1 - Édition dirigée par Odile Bombarde, Les Belles Lettres 2018